# جو اکل
جو اکل (انگلیسی: Joe Eccles؛ فوریه ۱۹۰۶ – ۱۹۷۰ (۶۳−۶۴ سال)) بازیکن فوتبال اهل بریتانیا بود.
از باشگاه‌هایی که در آن بازی کرده‌است می‌توان به باشگاه فوتبال والسال، باشگاه فوتبال استون ویلا، باشگاه فوتبال کاونتری سیتی، باشگاه فوتبال وستهام یونایتد، و باشگاه فوتبال نورث‌همپتون تاون اشاره کرد.